# Лук'янов Борис Миколайович
Борис Миколайович Лук'янов (18 червня 1921, село Кутківці, тепер Кам'янець-Подільського району Хмельницької області — 30 грудня 1979, місто Київ) — український лісівник, міністр лісового господарства УРСР. Депутат Верховної Ради УРСР 7—9-го скликань. Член Ревізійної Комісії КПУ в 1976 — грудні 1979 року.

## Біографія
Народився в родині службовця. У 1938—1941 роках — студент Київського інституту лісового господарства. З 1941 року навчався у Воронезькому інституті лісового господарства, потім був евакуйований в Котельницький район Кіровської області РРФСР.
У 1942—1945 роках — у Червоній армії. Учасник німецько-радянської війни з лютого 1943 року. Служив старшим писарем штабу полку, командиром стрілецького відділення 12-го повітряно-десантного гвардійського полку 4-ї повітряно-десантної гвардійської армії. Член ВКП(б) з 1945 року.
Освіта вища. У 1946 році закінчив Київський інститут лісового господарства.
У 1946—1950 роках — лісничий Проскурівського, старший лісничий Старокостянтинівського лісгоспів Кам'янець-Подільської області. У 1950 році закінчив Вищі лісові курси із підготовки керівних працівників Міністерства лісового господарства СРСР.
У 1950—1953 роках — 1-й заступник міністра лісового господарства Литовської РСР.
У 1953—1954 роках — директор Сторожинецького лісового технікуму Чернівецької області.
У травні 1954 — липні 1957 року — заступник міністра сільського господарства Української РСР по лісовому господарству.
У липні 1957—1959 роках — начальник Головного управління лісового господарства і полезахисного лісорозведення Міністерства сільського господарства УРСР.
У листопаді 1959 — травні 1966 року — начальник Головного управління лісового господарства і лісозаготівель при Раді Міністрів УРСР.
20 травня 1966 — 30 грудня 1979 року — міністр лісового господарства Української РСР.
Похований 2 січня 1980 року на Байковому цвинтарі міста Києва.

## Нагороди
- орден Жовтневої Революції
- три ордени Трудового Червоного Прапора (26.02.1958,)
- орден Червоної Зірки (27.10.1943)
- медаль «За відвагу» (7.03.1945)
- дві медалі «За бойові заслуги» (19.05.1943, 28.05.1945)
- медаль «За перемогу над Німеччиною у Великій Вітчизняній війні 1941—1945 рр.» (1945)
- заслужений лісовод Української РСР (1971)